# Raiffeisenbank Bechhofen
Die Raiffeisenbank Bechhofen eG ist eine Genossenschaftsbank mit Sitz in der bayerischen Marktgemeinde Bechhofen im Landkreis Ansbach.

## Geschichte
Die Raiffeisenbank Bechhofen eG wurde am 1. August 1890 gegründet und hat sich bis heute ihre Eigenständigkeit bewahrt.

## Rechtsverhältnisse
Die Raiffeisenbank Bechhofen eG ist im Genossenschaftsregister beim Amtsgericht Ansbach unter GnR 63 eingetragen.

## Organisationsstruktur
Rechtsgrundlagen sind das Genossenschaftsgesetz und die durch die Generalversammlung beschlossene Satzung. Organe der Bank sind der Vorstand, der Aufsichtsrat und die Generalversammlung.

## Sicherungseinrichtung
Die Raiffeisenbank Bechhofen eG ist der amtlich anerkannten Sicherungseinrichtung des Bundesverbandes der Deutschen Volksbanken und Raiffeisenbanken GmbH und der zusätzlichen freiwilligen Sicherungseinrichtung des Bundesverbandes der Deutschen Volksbanken und Raiffeisenbanken e.V. angeschlossen.

## Geschäftsausrichtung
Die Raiffeisenbank Bechhofen eG betreibt das Universalbankgeschäft. Im Verbundgeschäft arbeitet sie mit der DZ Bank, R+V Versicherung, Bausparkasse Schwäbisch Hall, Teambank, VR Leasing,  DZ Hyp und der Union Investment zusammen.

## Geschäftsgebiet
Das Geschäftsgebiet liegt im Süden des Landkreises Ansbach.
Neben der Geschäftsstelle am Sitz der Bank wird noch eine weitere Geschäftsstelle im Ortsteil Großenried betrieben.